# 天主教圖斯潘教區
天主教圖斯潘教區（拉丁語：Dioecesis Tuxpaniensis）是墨西哥一個羅馬天主教教區，屬哈拉帕總教區。
教區成立於1962年6月9日，位於韋拉克魯斯州北部。2010年有教友1,250,000人（佔轄區總人口60.8%）、五十九個堂區、九十四名司鐸。現任教區主教為若望·納瓦羅·卡斯特利亞諾斯。